# Trofeo Piva 2023
Il Trofeo Piva 2023, settantaquattresima edizione della corsa, valida come prova dell'UCI Europe Tour 2023 classe 1.2U, si svolse il 2 aprile 2023 su un percorso di 179,2 km, con partenza e arrivo a Col San Martino, in Italia. La vittoria fu appannaggio dell'italiano Giacomo Villa, il quale completò il percorso in 4h40'35", alla media di 38,320 km/h, precedendo i connazionali Alessio Martinelli e Davide De Pretto.
Sul traguardo di Col San Martino 64 ciclisti, su 171 partenti, hanno portato a termine la competizione.

## Squadre partecipanti
| N.    | Cod. | Squadra                              |
| ----- | ---- | ------------------------------------ |
| 1-5   |      | U.C. Trevigiani-Energiapura Marchiol |
| 6-10  | GBF  | Green Project-BardianiCSF-Faizanè    |
| 11-15 |      | A.R Monex Pro Cycling Team           |
| 16-20 |      | Pedale Scaligero                     |
| 21-25 | AQD  | Astana Qazaqstan DT                  |
| 26-30 |      | AVC Aix-en-Provence                  |
| 31-34 |      | Bialini Gomola CCN                   |
| 35-39 | BIE  | Biesse-Carrera                       |
| 40-44 |      | Bingoal WB Development Team          |
| 45-49 |      | Campana Imballaggi-Geo&Tex           |
| 50-54 | WSA  | WSA KTM Graz p/b Leomo               |
| 55-59 | CTF  | Cycling Team Friuli                  |
| 60-64 | CTK  | Cycling Team Kranj                   |
| 65-69 | EOK  | Eolo-Kometa Cycling Team             |
| 70-74 | GAL  | Gallina Ecotek Lucchini Colosio      |
| 75-79 | GEF  | General Store-Essegibi-F.lli Curia   |
| 80-84 | GER  | Germania                             |
| 85-89 |      | Hopplà-Petroli Firenze-Don Camillo   |

| N.      | Cod. | Squadra                        |
| ------- | ---- | ------------------------------ |
| 90-94   | ICA  | Israel Premier Tech Academy    |
| 95-99   | LGS  | Ljubljana Gusto Santic         |
| 100-104 |      | Lotus Team                     |
| 105-109 |      | Mastromarco Sensi Nibali       |
| 110-114 | Q3C  | Q36.5 Continental Cycling Team |
| 115-119 | RNO  | Rad-Net Oßwald                 |
| 120-124 | SIS  | Sias Rime                      |
| 125-129 |      | So.L.Me-Olmo                   |
| 130-134 | CPK  | Team Colpack Ballan            |
| 135-139 |      | Team Gaiaplast Bibanese        |
| 140-144 | TND  | Team Novo Nordisk Development  |
| 145-149 | TER  | Team Technipes inEmiliaRomagna |
| 150-154 | TIR  | Tirol KTM Cycling Team         |
| 155-159 |      | UC Monaco                      |
| 160-164 |      | Velo Racing Palazzago          |
| 166-169 | IWD  | Work Service-Vitalcare-Dynatek |
| 170-174 | ZEF  | Zalf Euromobil Désirée Fior    |

## Ordine d'arrivo (Top 10)
| Pos. | Corridore            | Squadra      | Tempo    |
| ---- | -------------------- | ------------ | -------- |
| 1    | Giacomo Villa        | Biesse       | 4h40'35" |
| 2    | Alessio Martinelli   | Green Pr.    | s.t.     |
| 3    | Davide De Pretto     | Zalf         | s.t.     |
| 4    | Sergio Meris         | Colpack      | s.t.     |
| 5    | Edoardo Zamperini    | Zalf         | s.t.     |
| 6    | Alessandro Pinarello | Green Pr.    | a 10"    |
| 7    | Alexander Hajek      | Tirol KTM    | s.t.     |
| 8    | Giovanni Bortoluzzi  | CT Friuli    | s.t.     |
| 9    | David Ruvalcaba      | A.R Monex    | s.t.     |
| 10   | Filippo Ridolfo      | Novo Nor. D. | a 19"    |